# Застольная беседа
Застольная беседа — литературный жанр исторических анекдотов, случайных замечаний, мнений, высказанных во время застолья, как правило, писателями, философами или государственными деятелями. Признаётся важным биографическим материалом.
Диалоги-беседы ведут начало со времён Древней Греции и Древнего Рима («Пирующие софисты» Афинея, III век; «Застольные беседы» Плутарха, «Аттические ночи» Авла Геллия, около 200 года) и получили распространение также в персидской, арабской и турецкой литературах. В Европе одним из первых произведений в жанре застольной беседы является книга «О беседах и деяниях Альфонса Арагонского» гуманиста Антонио Беккаделли. В Германии имели хождение грубоватые «Застольные беседы» Мартина Лютера. Секретарь Иоганна Вольфганга Гёте в 1836—1848 годах Иоганн Петер Эккерман опубликовал «Разговоры с Гёте в последние годы его жизни». В 1951 году Генри Пиккер опубликовал «Застольные беседы Гитлера».
Понятие застольной беседы ввёл в свои труды английский историк Уильям Кэмден в 1605 году. В 1619 году английский драматург Бен Джонсон путешествовал по Шотландии, и беседы с ним записал шотландский поэт и историк Уильям Драммонд. Эта книга была опубликована в 1832 году и стала основным источником информации о жизни и воззрениях Джонсона. Застольные беседы с публицистом эпохи Английской революции Джоном Селденом его секретарь опубликовал посмертно в 1689 году. В XIX веке обрели популярность «Анекдоты, собранные из разговоров с Поупом и другими знаменитыми людьми его времени» Джозефа Спенса. Биограф английского лексикографа Сэмюэла Джонсона Джеймс Босуэлл в 1763—1784 годах записывал каждое его слово, собирал его высказывания о литературе, обычаях и знаменитых современниках, которые опубликовал в 1791 году. В 1824 году Томас Медвин выпустил «Разговоры лорда Байрона», в 1851 году Джеймс Генри Ли Хант написал «Застольные беседы» — воображаемые разговоры с Александром Поупом и Джонатаном Свифтом. Сборники мимолётных замечаний знаменитостей часто выпускались под именем автора с суффиксом «-ана»: «Скалигериана», «Бэкониана», «Уолполиана», «Аддисониана», «Шериданиана».
В 1937 году были опубликованы застольные беседы А. С. Пушкина. К этому жанру в русской литературе относят «Яснополянские записки» Д. П. Маковицкого (1979—1981), раздел Table talk в книге Г. В. Адамовича «Комментарии» (1967), а также «Устами Буниных» (1977—1982).